# Port fluvial d'Arles
L'actuel port fluvial d'Arles est un port situé sur la rive gauche du Rhône, au nord de la commune d'Arles, dans les Bouches-du-Rhône. C'est le port fluvial le plus au sud de l'axe Rhône-Saône. Sa position géographique et stratégique lui permet d’accueillir des bateaux fluvio-martimes, ce qui en fait un port quadrimodal, accessible à tout mode de transport (fleuve, route, fer, mer).  

## Histoire
L'Histoire de l'activité fluviale d'Arles est ancienne, et remonte à l'Antiquité. Le delta du Rhône, à l'époque romaine, est une zone très fréquentée par les navires marchands. Le musée départemental d'Arles Antique conserve une collection riche de plus de 600 objets témoignant de ces flux économiques.   
La Chambre de commerce et d'industrie d'Arles a eu pour volonté de relancer l'activité fluvial à Arles en 1918, en préparant un plan d'aménagement d'envergure. Mais celui-ci- fut vite abandonné. 
Dans les années 50, l'économie arlésienne est gravement sinistrée après la fermeture de la plus importante entreprise les Constructions Métalliques de Provence (CMP). Cette entreprise du secteur de la chaudronnerie ferme ses portes laissant 2000 salariés sans emploi. La Chambre de Commerce et d'Industrie du Pays d'Arles explore alors toutes les possibilités de relance économique. Elle décide 
de valoriser la zone industrialo portuaire de 54 ha située au nord de la ville en développant une activité portuaire. Le but est d'accueillir des entreprises séduites par la quadri modalité (route, fleuve, mer, fer) de la zone. Les aménagements "lourds" (quai, route, voie ferrée... ) sont effectués par la Compagnie Nationale du Rhône (CNR). La CCIPA quant à elle finance grues, pont bascule, bâtiments...
Dès les premières années les tonnages manutentionnes se développent en particulier pour l'usine d'engrais déjà présente sur le site. Cependant l'objectif d'accueillir des entreprises sur le site n'est pas atteint.
Il fallait, pour augmenter l'attractivité de la plate forme d'Arles, aménager le Rhône entre Arles et la mer pour recevoir des bateaux de mer de taille supérieure en supprimant un affleurement rocheux situé entre Arles et la mer au niveau de Mas Thibert.
En 1990, les responsables de la CCIPA obtiennent de la CNR qu'elle effectue des travaux de dérochage du seuil de Terrin. Les travaux (budget 43 MF) consiste à approfondir le Rhône sur 2 km de longueur, 40 m de largeur et 1,25 m de profondeur.
Avec ces aménagements des gros bateaux de mer touchent les quais d'Arles en "droiture", sans être transbordes dans un port maritime. 
Dès cet aménagement effectué les tonnages manutentionnés explosent, et les premières entreprises s'installent (Agrofino secteur des engrais, Cimalit secteur cimentier...)

## Activités
Le port d'Arles a toujours été une zone d'échange entre le monde maritime de la mer Méditerranée, et le monde fluvial du Rhône, ce qui implique qu'il soit équipé d'infrastructures pouvant accueillir des bateaux de mer caboteurs et fluvio-maritimes. 
Les aménagements du port actuel, d'une étendue de 11 ha tiennent comptent de cette spécificité. Les 2 quais, de 180 m et 220 m sont accessibles aux unités fluviales de classe V et aux navires fluvio-maritimes de 3 000 tonnes. Le port dispose également de 6 entrepôts, d'une capacité de stockage de 55 000 m², ainsi qu'une zone industrielle complètent.

### Équipe
Actuellement, 13 personnes se partagent toutes les activités du port, de l'administration à l'exploitation du site. Elles sont salariées de la Chambre de commerce et d'industrie d'Arles. 

### Manutention portuaire
Pour effectuer les chargements et déchargements des bateaux, le port possède deux grues de forte capacité de 35 tonnes, deux grues hydrauliques de 12 tonnes.
Un pont-bascule rail/route permet de peser des charges allant jusqu'à 45 t. 

### Marchandises
En 2016, le port a traité 920 000 tonnes de fret. Il assure principalement le traitement de matières premières et de produits finis. 

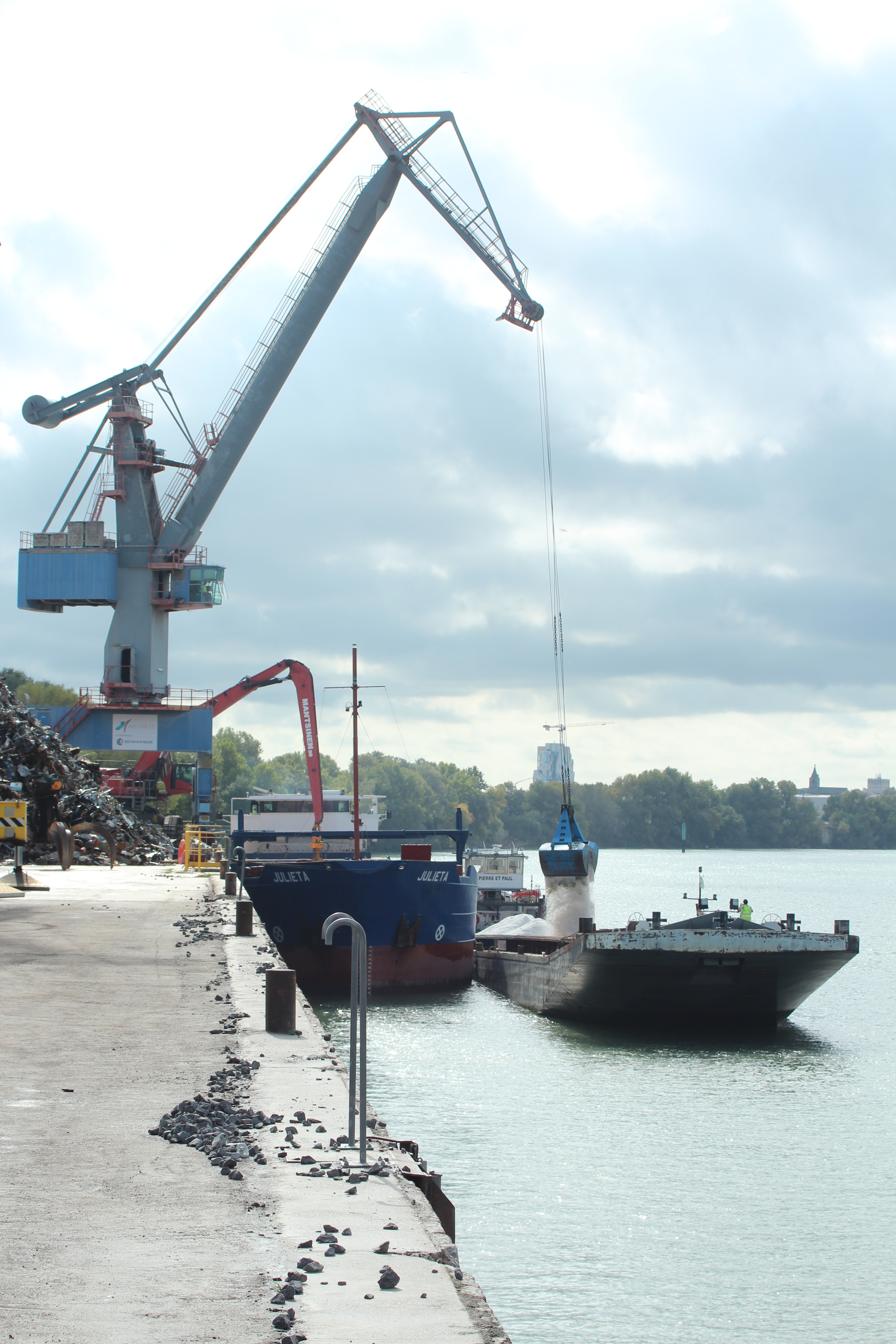
Barge à l'état de déchargement de sel de déneigement.

Les principales marchandises échangées en 2016 sont :
- des bois (sciage, trituration et énergie)
- des céréales
- du ciment
- des minerais divers
- de la métallurgie (acier italien arrivant par mer)
- du sel de déneigement
- du ballaste pour voies ferrées
- du papier (export de Tarascon)
- des engrais
- du sable, du gravier, granulats.

À partir de 2017, les aléas climatiques provoquent une forte baisse de l'exportation dans la filière céréalière. Les échanges commerciaux de la France sur le marché méditerranéen sont en forte baisse et le port enregistre naturellement une baisse de son activité.

### Prospectives
Des projets sont en cours pour la création de nouvelles plate-forme adaptées aux marchés d'avenir et notamment la biomasse.